# Олександрівка (Томаківська селищна громада)
Олекса́ндрівка — село в Україні, у Томаківській селищній громаді Нікопольського району Дніпропетровської області. Населення — 27 мешканців.

## Населення

### Мова
Розподіл населення за рідною мовою за даними перепису 2001 року:
| Мова       | Кількість | Відсоток |
| ---------- | --------- | -------- |
| українська | 27        | 100%     |

## Географія
Село Олександрівка знаходиться на відстані 2,5 км від села Зелений Клин і за 7,5 км від смт Томаківка. По селу протікає пересихаючий струмок. Поруч проходить автомобільна дорога Р73.

## Інтернет-посилання
- Погода в селі Олександрівка

1. ↑  Рідні мови в об'єднаних територіальних громадах України — Український центр суспільних даних